# Пол Гарбо-Крістенсен
Пол Солтофт Гарбо-Крістенсен (дан. Poul Søltoft Harboe-Christensen; 16 січня 1879, Оденсе — 26 березня 1907, Мангеттен), також відомий під псевдонімом Пол Гарбо (дан. Poul Harboe) — данський письменник та спортсмен (біг).

## Біографія
Гарбо-Крістенсен емігрував до Сполучених Штатів разом зі своєю матір'ю Ане Крістенсен, коли йому було майже два роки, провів дитинство в Нью-Йорку і став американським громадянином. Він повернувся до Данії наприкінці 1890-х років і оселився в Копенгагені, де бігав за клуб Остербро Københavns FF. У віці лише 19 років він виграв шведський Кубок Діксона у 1898 році та бронзу на чемпіонаті Данії того ж року на дистанції 1 миля з часом 4:58.6. Того ж року він також виграв чемпіонат Норвегії з бігу на 1500 метрів поза конкурсом з часом 4:20.8. Цей час ніколи не був визнаний рекордом Данії, хоча він був кращим за рекорд Акселя Вальдемара Гансена (4:35.0), встановлений того ж року. Час Гарбо-Крістенсена також був кращим за три визнані рекорди, встановлені К'єльдом Нільсеном, Рандрупом Ліндгольтом і Карлом Єнсеном. Вперше час Гарбо-Крістенсена був перевершений у 1911 році, коли Олуф Мадсен пробіг за 4:19.4. Але Гарбо-Крістенсен заробив місце в книзі рекордів, коли в 1898 році він покращив данський рекорд Петера Соренсена на 2 англійські милі на 6,6 секунди до 10:32.4, рекорд протримався два роки, поки його не покращив Петер Гансен з Оденсе GF.
Як письменник, він використовував ім'я Пол Гарбо. Дебютував як письменник у 1900 році збіркою оповідань «На вузькій стежці», за якою через два роки вийшов роман «Син Магнуса». Всі свої твори він писав англійською мовою і публікував у Нью-Йорку, що призвело до кількох подорожей через Атлантику туди й назад. Він також написав кілька літературних статей у журналах The Bookman, The Outlook та Theatre Magazine. У 1904 році він познайомився з єврейською акторкою Малкою Фейдж «Флоренс Мальвіні» Цейтлін, яка народилася в місті Лодзь, вони одружилися, але вона померла 7 вересня 1905 року після того, як 14 серпня народила їхню доньку, яка прожила лише кілька годин. Пол Гарбо подорожував Європою, коли сталися ці смерті. Невдовзі після цього він одружився зі шведською акторкою Ґабріель Тавастстьєрною, уродженою Кіндстранд (1868-1946), вдовою фінського письменника Карла Авґуста Тавастстьєрни. Після його смерті вона вийшла заміж за Раймонда де Вельдеґґа у 1900 році, вони розлучилися. Її шлюб з Полом Гарбо був третім. Разом вони написали «Människornas vägar» шведською мовою та опублікували книгу в Гельсінкі в 1905 році. Вони деякий час жили в готелі Missionshotellet Hebron на Helgolandsgade 4 в Копенгагені, а потім переїхали до Нью-Йорка та оселилися в грудні 1905 року на 52 West 12th Street в районі Гринвіч-Віллидж на Мангеттені, де він помер від розриву апендикса в березні 1907 року у віці 28 років. Він щойно закінчив свою останню роботу «Дитяча історія Ганса Крістіана Андерсена», дитячу книгу про життя юного Ганса Крістіана Андерсена, яка була опублікована вже після його смерті. Життя Андерсена, яка була опублікована вже після смерті Гарбо. На його похороні в Нью-Йорку прощальну промову виголосив голландсько-американський поет Леонард ван Ноппен. Ґабріель пробула в Америці понад десять років, вийшовши в 1910 році заміж за нью-йоркського видавця Гораціо Шафе Крауса.